# Ludwig Bernoully
Christoph Ludwig Bernoully (* 23. Mai 1873 in Frankfurt am Main; † 13. Januar 1928 ebenda) war ein deutscher Architekt, der überwiegend in Frankfurt am Main tätig war. Er gehörte einer Seitenlinie der Gelehrtenfamilie Bernoulli an.

## Leben
Ludwig Bernoully studierte am Städelschen Kunstinstitut, an der Technischen Hochschule Karlsruhe (bei Carl Schäfer) und zuletzt an der Technischen Hochschule Stuttgart. Danach war er als Mitarbeiter im Büro von Hermann Billing in Karlsruhe tätig. Aus dieser Zeit sind gemeinsame Wettbewerbsentwürfe der Architekten L. Bernoully, O. Linde, H. Schneeweiss überliefert, die im Jahr 1900 gedruckt veröffentlicht wurden.
Ludwig Bernoully ließ sich noch im Jahr 1899 als selbständiger Architekt in Frankfurt am Main nieder, wo er auch zeitweise eine Lehrtätigkeit an der Städtischen Gewerbeschule ausübte. Er baute zunächst in den Stilformen des Historismus, wandte sich später jedoch der modernen Architektur zu. Sein bekanntester Bau ist das Haus der Technik, das auf dem Messegelände entstand. Zu seinen Mitarbeitern zählte Otto Haesler.

## Bauten (Auswahl)
- 1911: Haus Brückmann, Langen an der Bergstraße[2]
- 1926: Haus Klausing, Frankfurt a. M.[3]